# Qualitat de vida (Star Trek: La nova generació)
"Qualitat de vida" (títol original en anglès "The Quality of Life") és el novè episodi de la sisena temporada de la sèrie de televisió de ciència-ficció estatunidenca Star Trek: La nova generació, i el 135è de tota la sèrie. Es va emetre originalment el 16 de novembre de 1992 en redifusió als Estats Units. Fou dirigit per Jonathan Frakes amb un guió de Naren Shankar.
Ambientada al segle XXIV, la sèrie segueix les aventures de la tripulació de la nau de la Flota Estel·lar de la Federació Enterprise-D sota el comandament del capità Jean-Luc Picard. En aquest episodi, Data descobreix que un grup de robots probablement són formes de vida intel·ligents.
Aquest episodi presenta els robots Exocomp.

## Argument
L'"Enterprise" arriba a Tyrus 7A per supervisar una tecnologia minera incipient, una "font de partícules", dissenyada pel Dr. Farallon. Mentre són al planeta, la tripulació observa l'ús de petites màquines anomenades Exocomps que, segons la Dra. Farallon, poden analitzar un problema, replicar l'eina correcta per reparar-lo i "aprendre" això per a situacions futures. Durant una prova, un Exocomp es nega a entrar en un túnel; moments després es produeix una explosió confinada dins del túnel. La Dra. Farallon, el tinent comandant Data i el tinent comandant La Forge investiguen l'Exocomp, trobant diverses vies electròniques noves als seus circuits de les que esperaven. Com que el Dr. Farallon hi ha tingut èxit abans, normalment esborraria la memòria de la unitat, però Data suggereix que la unitat pot haver mostrat un comportament d'autoconservació i vol examinar-lo més a fons. Data afirma que si això és cert, els Exocomps ja no s'haurien d'utilitzar a la font de partícules, però la Dra. Farallon rebutja les seves afirmacions i diu que qualsevol retard arruïnarà els anys de treball que ja ha dedicat al projecte.
Data prova l'Exocomp a bord de l'"Enterprise", instruint-lo per reparar un mal funcionament en un tub de Jeffries, tot i haver manipulat una falsa alarma que indicaria perill per a l'Exocomp. Per a la seva decepció, l'Exocomp continua reparant el mal funcionament a través de l'alarma. Tanmateix, quan Data investiga la unitat, descobreix que ha reparat no només el mal funcionament sinó també la seva falsa alarma, havent sentit que no estava en perill durant la prova. Data conclou que els Exocomps tenen autoconservació i són conscients.
Mentre Picard i altres tripulants de l'"Enterprise" visiten la font, es produeix un mal funcionament que amenaça d'alliberar dosis massives de radiació. Tots excepte Picard i La Forge són teletransportats a l'"Enterprise" abans que la radiació bloquegi qualsevol altre intent. Riker i la Dra. Farallon s'organitzen per teletransportar els Exocomps a les instal·lacions per protegir Picard i La Forge el temps suficient per teletransportar-los a costa de destruir els Exocomps, però Data ha bloquejat els controladors del transportador, afirmant que les màquines són conscients i negant-se a permetre que siguin obligats a morir pels altres. Després d'algunes negociacions, Data permet que s'utilitzin els Exocomps, però només si se'ls dóna l'opció de marxar. Els Exocomps mostren la seva intenció de procedir i són teletransportats a la font. Les unitats es configuren de manera que no sols permeten rescatar Picard i La Forge, sinó que tots els Exocomps menys un tornen a l'"Enterprise", i l'últim se sacrifica per a aquest propòsit.
A mesura que es reparen els danys a la font, la Dra. Farallon admet que encara no està segura de si els Exocomps són sensibles, però promet no tornar a abusar-ne. Data explica a Picard que havia de defensar els Exocomps, tal com Picard l'havia defensat a ell quan es va qüestionar la seva pròpia sensibilitat. Picard reconeix que les accions de Data van ser probablement la cosa més humana que ha fet mai.

## Repartiment i doblatge al català
La sèrie va ser doblada al català pels estudis Tramontana (primera part) i Soundtrack (segona part) i emesa a TV3 l’any 1991. Els dobladors de l'episodi foren:
| Personatge      | Actor/actriu    | Veu en català      |
| --------------- | --------------- | ------------------ |
| Jean-Luc Picard | Patrick Stewart | Joan Crosas        |
| William Riker   | Jonathan Frakes | Antoni Forteza     |
| Data            | Brent Spinner   | Joaquim Sota       |
| Geordi La Forge | LeVar Burton    | Aleix Estadella    |
| Worf            | Michael Dorn    | Enric Arquimbau    |
| Beverly Crusher | Gates McFadden  | Aurora Garcia      |
| Deanna Troi     | Marina Sirtis   | Alicia Laorden     |
| Dra Farallon    | Ellen Bry       | Maria Josep Guasch |
| Cap Kelso       | J. Downing      | Francesc Figuerola |

## Producció
L'episodi es basa en un esborrany de guió de LJ Scott en què els botons i els objectes de la llar desenvolupen la consciència. Naren Shankar va reprendre aquesta idea bàsica i va desenvolupar la història dels Exocomps a partir d'ella. La qüestió central per a Shankar era quan es pot definir alguna cosa com a ésser viu, i ho va basar en la presència d'un instint de supervivència. En retrospectiva, però, va trobar que alguns dels arguments que va escriure a favor de Data eren força febles, perquè es podien aplicar no només a éssers intel·ligents sinó també a bacteris. També temia que la història es pogués interpretar com un suport al moviment antiavortista.

## Recepció
El 2011, aquest episodi va ser destacat per Forbes com un dels deu millors episodis de la franquícia que explora les implicacions de la tecnologia avançada. Van comparar l'episodi amb un episodi anterior "Evolució", assenyalant les discussions entre el personatge Data i altres. També destaquen la idea d'una eina informatitzada que pot resoldre problemes mitjançant programari.
El 2011, The A.V. Club va qualificar aquest episodi com a "B+" i va elogiar l'exploració del personatge de Data.
Keith DeCandido de Tor.com va donar a l'episodi un tres de deu, dient que "no aborda els seus problemes tan bé com hauria de fer, i falla completament com a drama".

## Llançament
L'episodi es va publicar com a part de la caixa de la sisena temporada de Star Trek: La Nova Generació DVD als Estats Units el 3 de desembre de 2002.  Una versió remasteritzada en HD es va publicar en disc òptic Blu-ray el 24 de juny de 2014.